# Aequatorium tuestae
Aequatorium tuestae là một loài thực vật có hoa trong họ Cúc. Loài này được (Cuatrec.) H.Rob. & Cuatrec. mô tả khoa học đầu tiên năm 1992.